# اولاد بوساکن
اولاد بوساکن (به فرانسوی: Oulad Boussaken) یک شهرک در مراکش است که در استان سیدی بنور واقع شده‌است. اولاد بوساکن ۷٬۶۴۱ نفر جمعیت دارد.